# Foxley River
Foxley River är ett vattendrag i Kanada.   Det ligger i provinsen Prince Edward Island, i den östra delen av landet, 900 km öster om huvudstaden Ottawa.
Runt Foxley River är det glesbefolkat, med 9 invånare per kvadratkilometer.